# Benelux' Next Top Model
Benelux' Next Top Model è stato un programma televisivo belga andato in onda in Belgio ed Olanda nel biennio 2009-2010, presentato dalla scrittrice ed ex-modella olandese Daphne Deckers, già conduttrice di Holland's Next Top Model. Malgrado il riferimento nel titolo al Benelux, nessuna concorrente lussemburghese o vallone ha partecipato, né il programma è stato trasmesso in Lussemburgo o in Vallonia.

## Edizioni
| Edizione | Messa in onda     | Vincitrice        | Seconda/e classificata/e                | Altre concorrenti | Numero di concorrenti | Destinazione internationale   |
| -------- | ----------------- | ----------------- | --------------------------------------- | --- | --------------------- | ----------------------------- |
| 1        | 14 settembre 2009 | Rosalinde Kikstra | Denise de Menes & Maxime van Steenvoort | Alexandra Carnewal, Adinda Jane Kennedy, Roxanne de Craene, Sarah van der Meer, Melanie Weterings, Tessa Kort, Justine Desmet, Bianca Kortzorg, Catharina Elias, Lianne Bakker  | 13                    | Miami                         |
| 2        | 13 settembre 2010 | Melissa Baas      | Renée Trompert                          | Jacqueline Sorbie, Lisse Habraken, Daisy Koller, Lesley van Helden, Epiphany Vanderhaeghen, Aïcha Cissé, Frederieke Bonn, Jaelle Leclerc, Marjolein de Velder, Alix Schoonheijt | 12                    | Parigi Oranjestad Los Angeles |